# Prix Pfizer
Pour les articles homonymes, voir Prix Pfizer (homonymie).
Le prix Pfizer est une distinction décernée chaque année par l’History of Science Society en reconnaissance d'un livre exceptionnel sur l'histoire des sciences.

## Historique

Logo de l'History of Science Society.

Fondé en 1958 et décerné pour la première fois en 1959, le prix récompense « un livre exceptionnel sur l'histoire des sciences » paru dans les trois années précédentes en anglais.
Le prix est parrainé par la société Pfizer, doté depuis 2014 d'une somme de 2 500 $ et le lauréat reçoit une médaille. 
Il attire de nos jours une centaine d'auteurs pour ce qui est considéré comme le plus important prix pour un livre d'histoire des sciences.
Le prix Pfizer n'est pas censé être partagé entre deux livres. Le comité peut considérer des livres où la médecine ou la technologie est un thème central. Depuis que la Society for the History of Technology (en) que l'American Association for the History of Medicine (en) décernent leur propre prix et alors qu'une stricte séparation des champs n'est pas toujours possible ni souhaitable, le prix Pfizer est censé être décerné à un livre concernant principalement l'histoire des sciences et les travaux sur l'histoire de la technologie et l'histoire de la médecine ne sont pris en compte qu'exceptionnellement.

## Lauréats
- 1959 Marie Boas Hall, Robert Boyle and Seventeenth-Century Chemistry
- 1960 Marshall Clagett, The Science of Mechanics in the Middle Ages
- 1961 Cyril Stanley Smith, A History of Metallography: The Development of Ideas on the Structure of Metal before 1890
- 1962 Henry Guerlac, Lavoisier, The Crucial Year: The Background and Origin of His First Experiments on Combustion in 1772
- 1963 Lynn White, Jr., Medieval Technology and Social Change
- 1964 Robert E. Schofield, The Lunar Society of Birmingham: A Social History of Provincial Science and Industry in Eighteenth-Century England
- 1965 Charles D. O'Malley, Andreas Vesalius of Brussels, 1514-1564
- 1966 L. Pearce Williams, Michael Faraday: A Biography
- 1967 Howard B. Adelmann, Marcello Malpighi and the Evolution of Embryology
- 1968 Edward Rosen, Kepler's Somnium
- 1969 Margaret T. May, Galen on the Usefulness of the Parts of the Body
- 1970 Michael Ghiselin, The Triumph of the Darwinian Method
- 1971 David Joravsky, The Lysenko Affair
- 1972 Richard Westfall, Force in Newton's Physics: The Science of Dynamics in the Seventeenth Century
- 1973 Joseph Fruton, Molecules and Life: Historical Essays on the Interplay of Chemistry and Biology
- 1974 Susan Schlee, The Edge of an Unfamiliar World: A History of Oceanography
- 1975 Frederic L. Holmes, Claude Bernard and Animal Chemistry: The Emergence of a Scientist
- 1976 Otto Neugebauer, A History of Ancient Mathematical Astronomy
- 1977 Stephen G. Brush, The Kind of Motion We Call Heat
- 1978 Allen G. Debus, The Chemical Philosophy: Paracelsian Science and Medicine in the Sixteenth and Seventeenth Centuries
- 1978 Merritt Roe Smith, Harpers Ferry Armory and the New Technology: The Challenge of Change
- 1979 Susan Faye Cannon, Science in Culture: The Early Victorian Period
- 1980 Frank Sulloway, Freud, Biologist of the Mind: Beyond the Psychoanalytic Legend
- 1981 Charles Gillispie, Science and Polity in France at the End of the Old Regime
- 1982 Thomas Goldstein, Dawn of Modern Science: From the Arabs to Leonardo da Vinci
- 1983 Richard Westfall, Never at Rest: A Biography of lsaac Newton
- 1984 Kenneth Manning, Black Apollo of Science: The Life of Ernest Everett Just
- 1985 Noel Swerdlow et Otto Neugebauer, Mathematical Astronomy in Copernicus's De Revolutionibus
- 1986 I. Bernard Cohen, Revolution in Science
- 1987 Christa Jungnickel et Russell McCormmach[5],  Theoretical Physics from Ohm to Einstein; Volume I: The Torch of Mathematics, 1800-1870; Volume II: The Now Mighty Theoretical Physics, 1870-1925
- 1988 Robert J. Richards, Darwin and the Emergence of Evolutionary Theories of Mind and Behavior
- 1989 Lorraine Daston, Classical Probability in the Enlightenment
- 1990 Crosbie Smith et M. Norton Wise, Energy and Empire: A Biographical Study of Lord Kelvin
- 1991 Adrian Desmond, The Politics of Evolution: Morphology, Medicine, and Reform in Radical London
- 1991 John Servos, Physical chemistry from Ostwald to Pauling : the making of a science in America
- 1992 James R. Bartholomew, The Formation of Science in Japan: Building a Research Tradition
- 1993 David C. Cassidy, Uncertainty: The Life and Science of Werner Heisenberg
- 1994 Joan Cadden, The Meanings of Sex Difference in the Middle Ages
- 1995 Pamela H. Smith, The Business of Alchemy: Science and Culture in the Holy Roman Empire
- 1996 Paula Findlen, Possessing Nature: Museums, Collecting, and Scientific Culture in Early Modern Italy
- 1997 Margaret W. Rossiter, Women Scientists in America: Before Affirmative Action, 1940-1972
- 1998 Peter Galison, Image and Logic: A Material Culture of Microphysics
- 1999 Lorraine Daston et Katharine Park, Wonders and the Order of Nature, 1150-1750[6]
- 2000 Crosbie Smith, The Science of Energy: A Cultural History of Energy Physics
- 2001 John L. Heilbron, The Sun in the Church: Cathedrals as Solar Observatories
- 2002 James Secord, Victorian Sensation: The Extraordinary Publication, Reception, and Secret Authorship of "Vestiges of the Natural History of Creation"
- 2003 Mary Terrall, The Man Who Flattened the Earth: Maupertuis and the Sciences in the Enlightenment
- 2004 Janet Browne, Charles Darwin: The Power of Place
- 2005 William R. Newman et Lawrence Principe, Alchemy Tried in the Fire: Starkey, Boyle, and the Fate of Helmontian Chymistry
- 2006 Richard W. Burkhardt, Jr, Patterns of Behavior: Konrad Lorenz, Niko Tinbergen, and the Founding of Ethology
- 2007 David Kaiser, Drawing Theories Apart: The Dispersion of Feynman Diagrams in Postwar Physics
- 2008 Deborah Harkness, The Jewel House: Elizabethan London and the Scientific Revolution
- 2009 Harold J. Cook, Matters of Exchange: Commerce, Medicine, and Science in the Dutch Golden Age[7]
- 2010 Maria Rosa Antognazza, Leibniz: An Intellectual Biography
- 2011 Eleanor Robson, Mathematics in Ancient Iraq: A Social History
- 2012 Dagmar Schäfer, The Crafting of the 10,000 Things: Knowledge and Technology in Seventeenth-Century China
- 2013 John Tresch, The Romantic Machine: Utopian Science and Technology after Napoleon
- 2014 Sachiko Kusukawa, Picturing the book of nature: Image, text and argument in sixteenth-century human anatomy and medical botany
- 2015 Daniel Todes, Ivan Pavlov: A Russian Life in Science
- 2016 Omar W. Nasim, Observing by Hand. Sketching the Nebulae in the Nineteenth Century
- 2017 Tiago Saraiva,  Fascist Pigs: Technoscientific Organisms and the History of Fascism[8],[9]
- 2018 Anita Guerrini, The Courtiers’ Anatomists: Animals and Humans in Louis XIV’s Paris[10]
- 2019 Deborah R. Coen, Climate in Motion: Science, Empire, and the Problem of Scale
- 2020 Theodore M. Porter, Genetics in the Madhouse: The Unknown History of Human Heredity.
- 2021 María Portuondo, The Spanish Disquiet: The Biblical Natural Philosophy of Benito Arias Montano.
- 2022 Tara Nummedal, Anna Zieglerin and the Lion’s Blood: Alchemy and End Times in Reformation Germany.
- 2023 Robyn d’Avignon, Ritual Geology. Gold and Subterranean Knowledge in Savanna West Africa.
- 2024 Projit Mukharji, Brown Skins, White Coats: Race Science in India, 1920–66